# Cassidinidea fluminensis
Cassidinidea fluminensis là một loài chân đều trong họ Sphaeromatidae. Loài này được Mane-Garzon miêu tả khoa học năm 1944.